# Biserica de lemn din Gorazhdec
Biserica de lemn din Gorazhdec (în sârbă Гораждевац, cu alfabetul latin: Goraždevac, în albaneză Gorazhdec) se află în localitatea omonimă și are hramul Sfântul Prooroc Ieremia. Construcția este deosebit de valoroasă pentru patrimoniul din Kosovo prin unicitatea ei, fiind și cea mai sudică biserică de lemn din Europa.

## Istoric

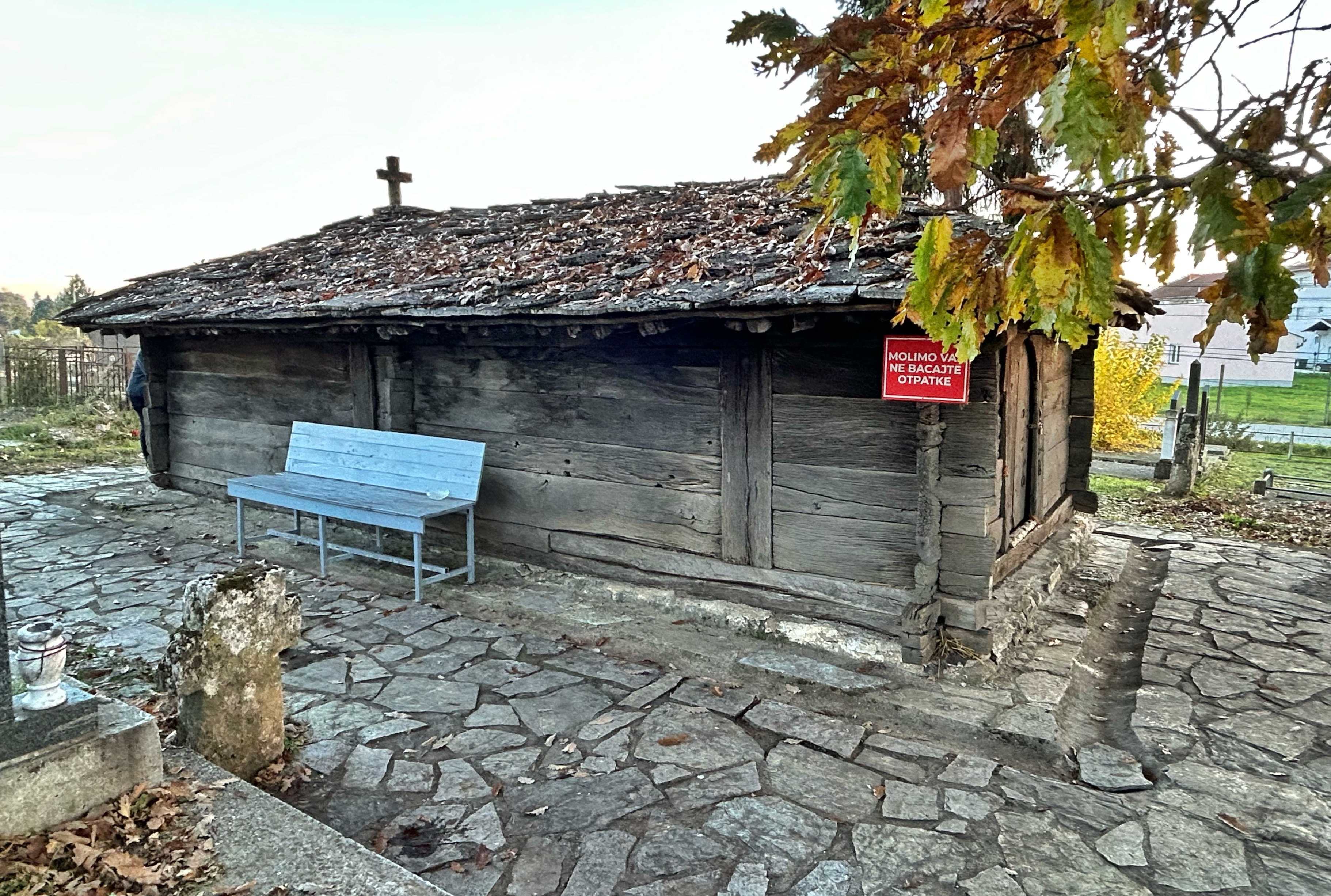
Gorazhdevac_wooden_church_01

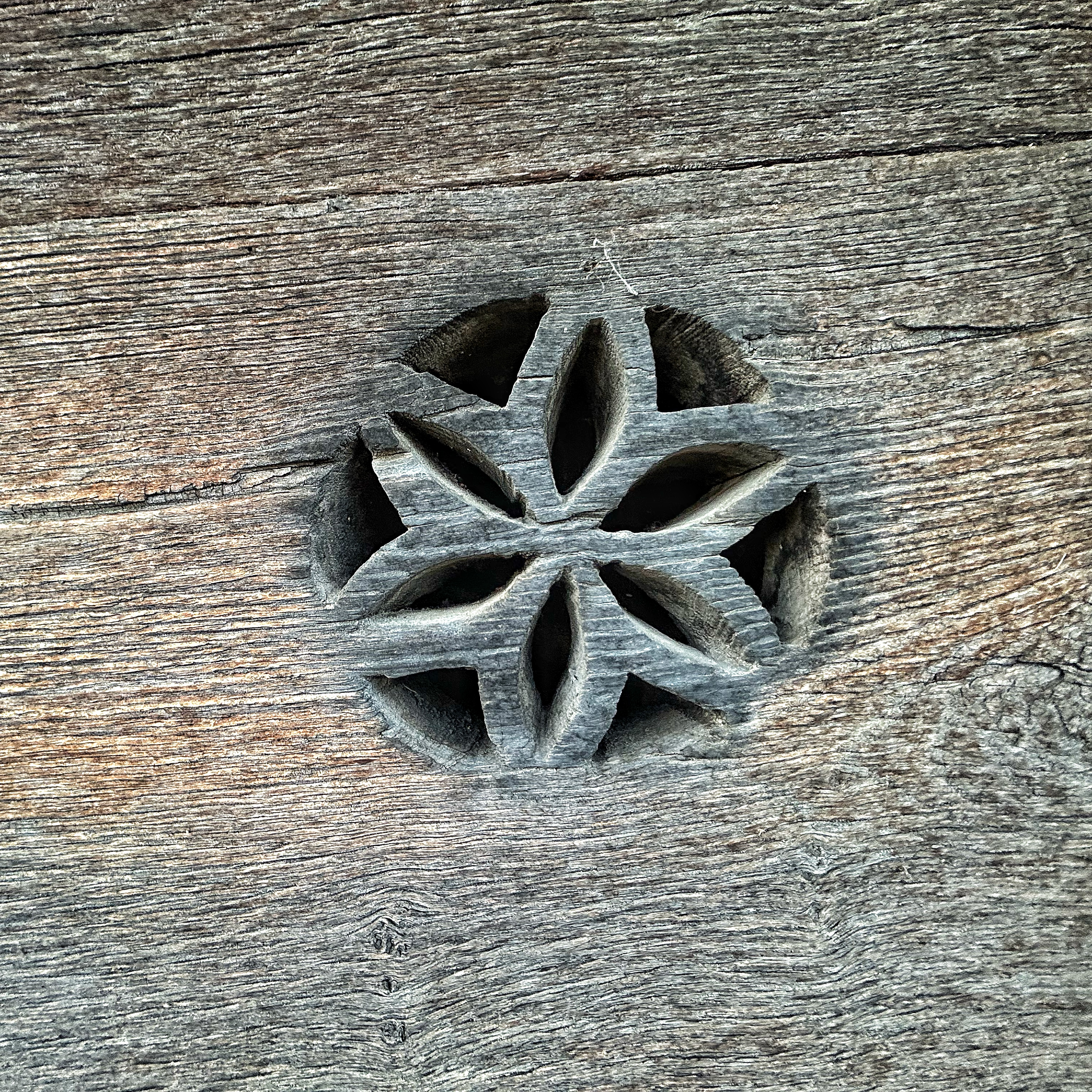
Luminator și răsuflătoare la altar

Vechimea bisericii nu este cunoscută cu certitudine. Comunitatea s-a așezat aici în jurul anului 1738, venind de pe valea superioară a râului Lom, de pe cealaltă parte a munților Prokletije. Urme de mutare observate pe toate laturile construcției indică aducerea ei în acest loc dintr-o altă locație. Vechimea construcției este greu de apreciat, dar ar putea data cu un secol mai devreme, după cum sugerează cercetătorii sârbi. Construcția a fost restaurată în 1968.

## Trăsături

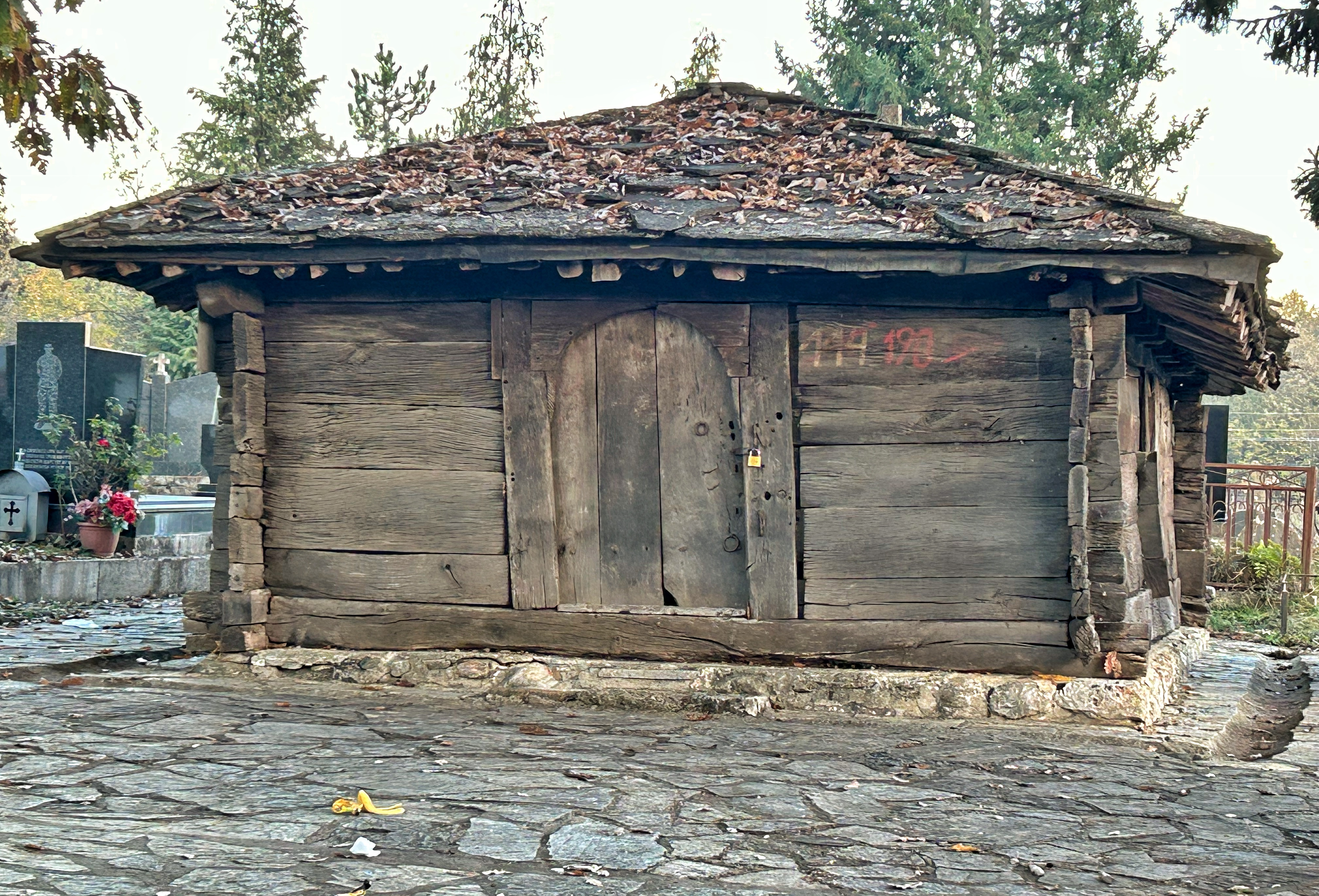
Gorazhdevac_wooden_church_04

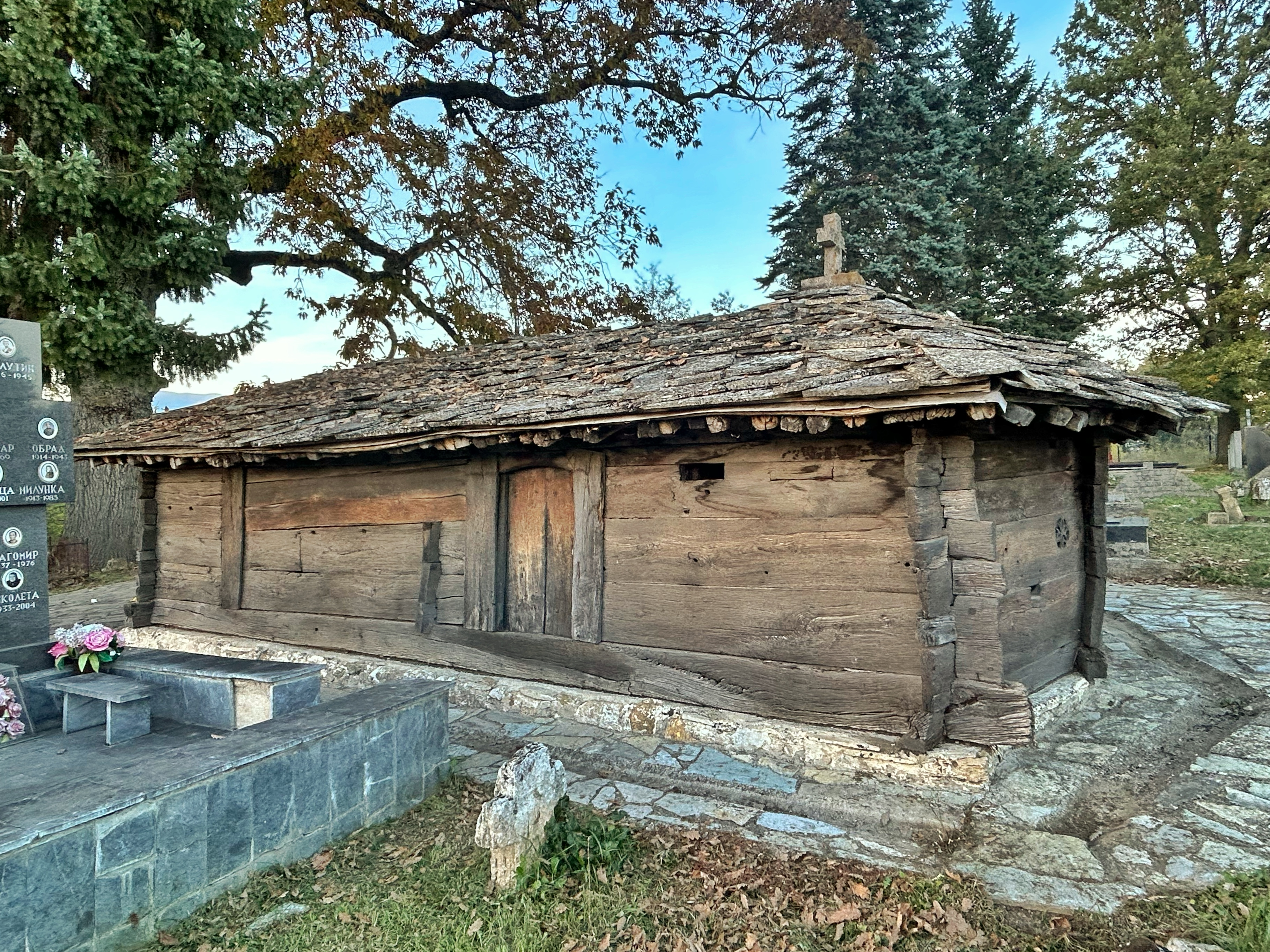
Gorazhdevac_wooden_church_05

Biserica de lemn din Gorazhdec are un caracter arhaic vernacular aparte. Ea a fost construită din poște de stejar de aproximativ 5-6 cm grosime și până la 50-60 cm lățime. Ele sunt încheiate în cheotori drepte și au fost prelungite unde a fost necesar prin stâlpi în chei. Planul bisericii are o lățime de aproximativ 3,6 m și o lungime de 7,2 m, fiind una dintre cele mai mărunte biserici de lemn cunoscute pe continent. Ea a fost inițial împărțită conform tradiției bizantine în pronaos, naos și altar. Spre altar sunt lăsate numai două intrări rituale. Planul este nedecroșat și se termină în unghi spre răsărit. Există două intrări, una dinspre apus și alta dinspre miazăzi. Pereții sunt complet plini, fără ferestre, penetrați la altar doar de câteva luminatoare și răsuflătoare decupate decorativ în cruce, în rozetă și dreptunghiulare. 
Acoperișul este jos și greu, alcătuit din lespezi de piatră așezate pe o structură deasă de căpriori și grinzi. Peste altar se află o cruce tăiată în piatră. Greutatea acoperișului este descărcată în interior pe o structură în ramă pe stâlpi de-a lungul pereților lungi. Afară, acoperișul are streașina sub înălțimea unui stat de om, din acest motiv, biserica este îngropată în interior, pentru a permite credincioșilor confortul de a sta în ea. Acest tip de biserică semiîngropată se întâlnește în cuprinsul fostului Imperiu Otoman, unde bisericile puteau fi restricționate pe înălțime.